# Сан-Луиджи-деи-Франчези (титулярная церковь)
Титулярная церковь Сан-Луиджи-деи-Франчези (лат. Titulus Sancti Ludovici Francorum de Urbe) — титулярная церковь была создана Папой Павлом VI 7 июня 1967 года апостольской конституцией «Quandoquidem aucto». Титулярная церковь принадлежит ренессансной церкви Сан-Луиджи-дей-Франчези, расположенной в районе Рима Сант-Эустакьо, на пьяцца Навона. 

## Список кардиналов-священников титулярной церкви Сан-Луиджи-деи-Франчези
- Пьер Вёйо — (29 июня 1967 — 14 февраля 1968, до смерти);
- Франсуа Марти — (30 апреля 1969 — 16 февраля 1994, до смерти);
- Жан-Мари Люстиже — (26 ноября 1994 — 5 августа 2007, до смерти);
- Андре Вен-Труа — (24 ноября 2007 — 18 июля 2025, до смерти).